# Picoline
Die Picoline oder Methylpyridine bilden in der Chemie eine Stoffgruppe von organischen Verbindungen, die zu den Heterocyclen (genauer: Heteroaromaten) zählt. Sie bestehen aus einem Pyridinring, der mit einer Methylgruppe substituiert ist. Durch deren unterschiedliche Anordnung ergeben sich drei Konstitutionsisomere. Sie sind in ihren Eigenschaften dem Pyridin recht ähnlich und können dieses, wo es nicht auf die genaue molekulare Struktur ankommt, leicht ersetzen, z. B. als Lösungsmittel. Ansonsten dienen sie in vielfältiger Weise als Synthesebausteine für pharmazeutische und agrochemische Produkte und der Farbstoffherstellung.

## Vertreter
| Gefahrensymbol | Gefahrensymbol | Gefahrensymbol |

| Gefahrensymbol | Gefahrensymbol | Gefahrensymbol |

| Gefahrensymbol | Gefahrensymbol |

## Geschichte
Der deutsche Kaufmann und Apotheker Otto Unverdorben erhielt erstmals 1826 das Picolin bei der Pyrolyse von Knochen. Er nannte das übelriechende Produkt Odorin. Die Benennung als 2-Picolin erfolgte im Jahre 1846 durch Thomas Anderson, der die Substanz aus dem Steinkohlenteer isoliert hatte. Die Bezeichnung Picoline setzt sich aus lateinisch pix (Pech) und Oleum (Öl) zusammen.

## Vorkommen

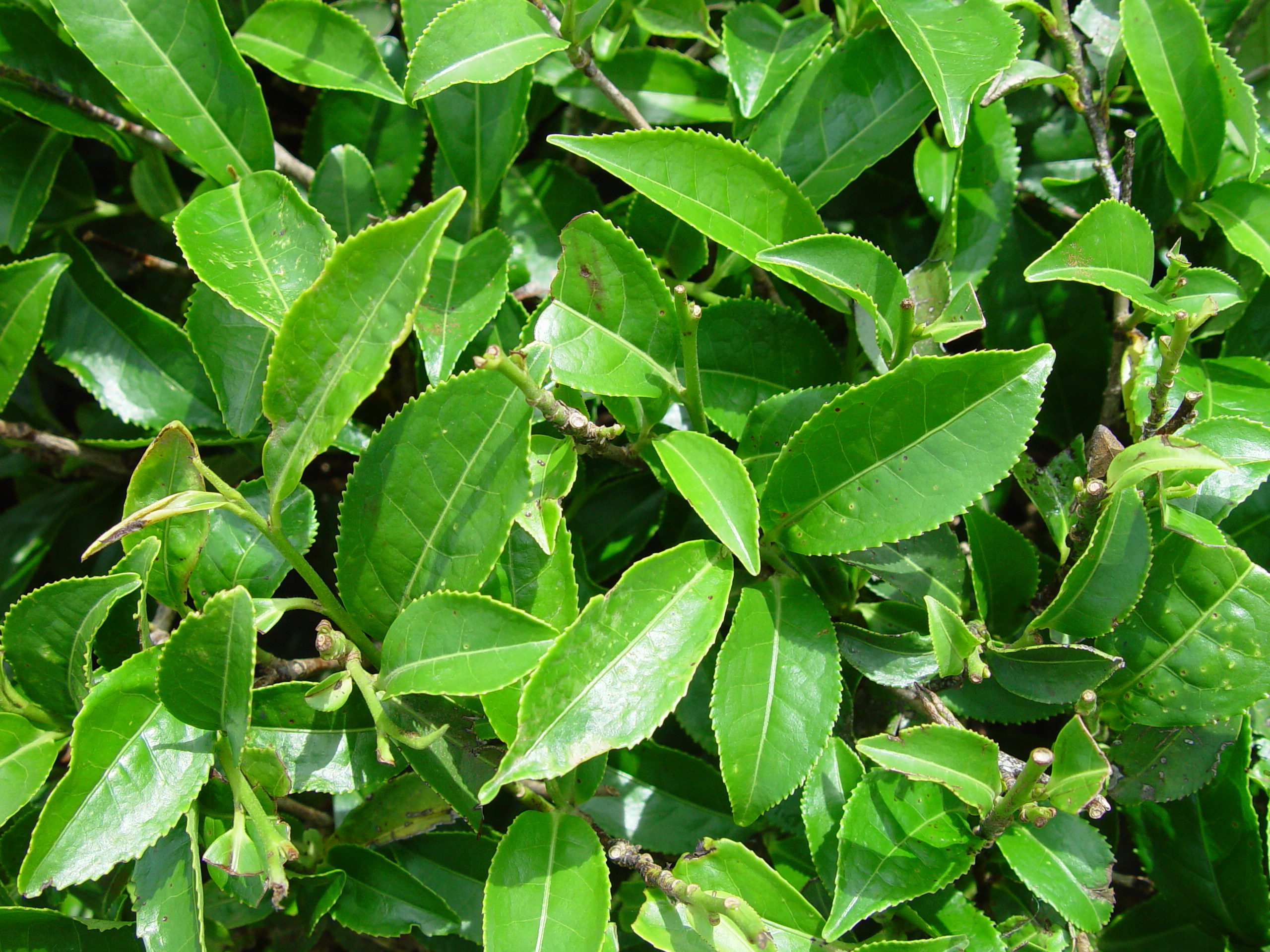
Teeblätter enthält natürlicherweise 2-Methylpyridin

Natürlich kommen 2-Methylpyridin, 3-Methylpyridinin und 4-Methylpyridinin in Tee vor. 4-Methylpyridinin wird auch in den Blättern der Feige gefunden.

## Darstellung
Derzeit wird 2-Picolin vor allem auf zwei Synthesewegen hergestellt: durch Kondensation von Acetaldehyd, Formaldehyd und Ammoniak sowie durch Cyclisierung von Nitrilen und Acetylen (Bönnemann-Cyclisierung). Ein Beispiel ist die Reaktion von Acetaldehyd und Ammoniak:
Ca. 8000 t wurden weltweit im Jahr 1989 hergestellt.
3-Methylpyridin wird technisch durch Reaktion von Acrolein mit Ammoniak hergestellt:
{\displaystyle \mathrm {2\ H_{2}C{=}CHCHO\ +\ NH_{3}\longrightarrow \ 3-H_{3}C{-}C_{5}H_{4}N\ +\ 2\ H_{2}O} }
Ein effizienterer Weg geht aus von Acrolein, Propionaldehyd und Ammoniak:
{\displaystyle \mathrm {H_{2}C{=}CHCHO\ +\ CH_{3}CH_{2}CHO\ +\ NH_{3}\longrightarrow \ 3-H_{3}C{-}C_{5}H_{4}N\ +\ 2\ H_{2}O\ +\ H_{2}} }
Ca. 9.000 t wurden weltweit im Jahr 1989 hergestellt.

## Eigenschaften
Die Picoline sind farblose Flüssigkeiten mit einem pyridinartigen Geruch. Sie sind mit Wasser, Ethanol und Diethylether mischbar. Das 4-Picolin, das die höchste Symmetrie aufweist, besitzt den höchsten Schmelzpunkt.
Da im 2- und 4-Picolin die Methylgruppen in direkter Konjugation zum elektronenziehenden Stickstoffatom angeordnet sind, lassen sich die Methylgruppen in diesen beiden Isomeren relativ leicht durch starke Basen wie Lithiumdiisopropylamid oder Butyllithium deprotonieren und dann weiter derivatisieren.

## Verwendung
Picoline werden als Zwischenprodukte zur Herstellung von anderen chemischen Verbindungen verwendet. So kann aus 2-Picolin das 2-Vinylpyridin und die Agrochemikalie Nitrapyrin hergestellt werden. 3-Picolin dient zum Beispiel als Ausgangsstoff für die Synthese von Chlorpyrifos und Niacin, 4-Picolin für die Herstellung des Anti-Tuberkulose-Wirkstoffs Isoniazid.
Durch Oxidation, z. B. mittels Kaliumpermanganat (KMnO4), entsteht aus 2-Picolin die Picolinsäure, aus 3-Picolin die Nicotinsäure und aus 4-Picolin die Isonicotinsäure.